# Alina Stepanchuk
Alina Stepanchuk est une joueuse de volley-ball ukrainienne née le 1er octobre 1991 à Haïssyn (Oblast de Vinnytsia). Elle mesure 1,75 m et joue au poste de libero. 

## Clubs
| Club                  | De        | À         |
| --------------------- | --------- | --------- |
| Zlatogor Zolotonosha  | 2006-2007 | 2008-2009 |
| Kryazh-Meduniversitet | 2009-2010 | 2011-2012 |
| Khimik Youjne         | fév 2012  | …         |

## Palmarès

### Équipe nationale
- Ligue européenne
  - Vainqueur : 2017[1]

### Clubs
- Championnat d'Ukraine
  - Vainqueur : 2012, 2013, 2014, 2015, 2016, 2017.
- Coupe d'Ukraine
  - Vainqueur : 2014, 2015, 2016, 2017.
- Supercoupe d'Ukraine
  - Vainqueur : 2016.